# Mezioborová skupina pro epidemické situace
Mezioborová skupina pro epidemické situace (zkráceně MeSES) je skupina vydávající doporučení pro boj s epidemií covidu-19 v Česku. Vznikla v březnu 2021 jako odborný poradní orgán Ministerstva zdravotnictví, vedoucím skupiny se stal epidemiolog IKEM Petr Smejkal. Od svého vzniku skupina pracuje bez nároku na odměnu.
Dne 18. května 2021 Ministerstvo se skupinou ukončilo spolupráci. Členové skupiny se pak dohodli, že budou ve své práci pokračovat, ale ne již pod Ministerstvem zdravotnictví.

## Členové
Skupina měla v době svého vzniku 12 členů:
- PhDr. Martin Buchtík, Ph.D. – sociolog, ředitel ústavu STEM
- MUDr. Daniel Dražan – praktický lékař pro děti a dorost, člen výboru České vakcinologické společnosti
- doc. MUDr. František Duška, Ph.D, AFICM, EDIC – proděkan 3. lékařské fakulty UK, přednosta Kliniky anesteziologie a resuscitace, Fakultní nemocnice Královské Vinohrady
- prof. RNDr. Dagmar Dzúrová, CSc. – demografka, Přírodovědecká fakulta UK
- prof. RNDr. Zdeněk Hel, Ph.D. – imunolog, University of Alabama, USA
- prof. Ing. Štěpán Jurajda, Ph.D. – ekonom, CERGE-EI, člen NERV
- Mgr. Jan Kulveit, Ph.D. – matematik, Future of Humanity Institute, Oxfordská univerzita
- prof. JUDr. Jan Kysela, Ph.D., DSc. – ústavní právník a vedoucí Katedry politologie a sociologie Právnické fakulty UK
- Ing. René Levínský, Ph.D – matematik a ekonom, CERGE-EI, ředitel Centra pro modelování biologických a společenských procesů
- doc. MUDr. Rastislav Maďar, PhD., MBA, FRCPS – epidemiolog a děkan Lékařské fakulty Ostravské univerzity
- MUDr. Petr Smejkal – vedoucí skupiny MeSES, lékař a hlavní epidemiolog Institutu klinické a experimentální medicíny
- RNDr. Ruth Tachezy, Ph.D. – viroložka, vedoucí Katedry genetiky a mikrobiologie Přírodovědecké fakulty UK

Později se do skupiny přidali další dva členové:
- Mgr. Daniel Krejcar – vedoucí klinický psycholog Psychiatrické nemocnice Bohnice
- Petr Pospíchal – publicista

Jan Kysela ze skupiny později odešel, skupina má od té doby 13 členů.